# Квартал Зевса Полиада
Квартал Зевса Полиада — открытый квартал в Афинах, расположенный к востоку от Эрехтейона и северо-востоку от Парфенона в составе Акрополя. Назван в честь Зевса Градопокровителя (греч. Πολιεύς).

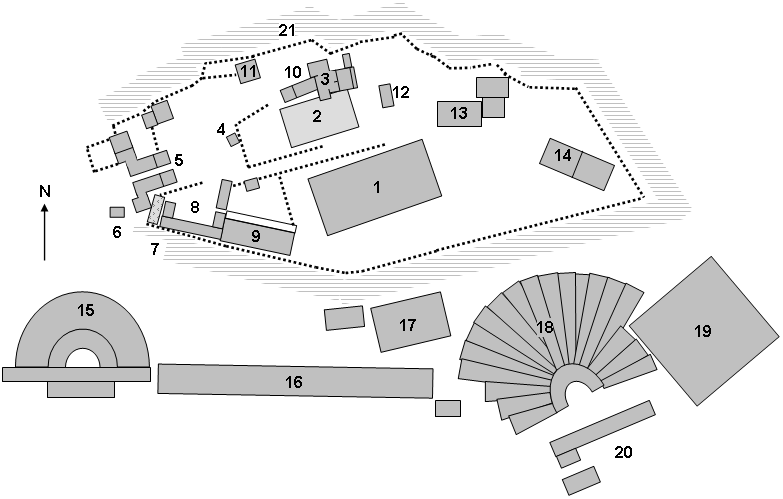
Развёрнутый план Афинского Акрополя. Номер 13 — квартал Зевса Полиада.

Квартал построен в 500 году до н. э. Здесь проводились ритуальные жертвоприношения быков Зевсу Полиаду.